# Odorico Gaston Madeira
 (avril 2022).
Pour les articles homonymes, voir Madeira (homonymie) et Faye.
Odorico Gaston Madeira, alias Charles Faye, est un journaliste et chroniqueur sénégalais né en 1963 à Dakar. Il est le président directeur général du groupe de presse MaderPost.

## Carrière dans la presse
Il commence sa carrière de journaliste en 1991 au sein de la rédaction de l'hebdomadaire Le Sportif. Il rejoint un an après le Groupe Walfadjri fondé par Sidy Lamine Niasse. Il y passera  près de dix ans avant de rejoindre le Groupe Com7 de Bara Tall, Cheikh Tall Dioum et Youssou N'Dour (2001-2006).
De 2003-2006, Odorico Gaston Madeira travaille comme agencier a l'agence Panafricaine de Presse (PANAPRESS), il poursuivra cette expérience dans une autre agence APANEWS de 2006 a 2008. Il est chef de cabinet du ministre des Sports Bacar Dia de 2008 et 2009.
Il rejoint la même année Kotch, un nouveau quotidien dirige par Abou Abel Thiam et Barka Bâ et propriété du journaliste Abdoulaye Bamba Diallo.
Depuis 2010, Odorico Gaston Madeira est journaliste et directeur de section au sein du groupe Futurs Médias, fondé par le musicien et homme politique Youssou N'Dour. Il est également le charge de communication et des relations publiques du chanteur.